# Alexicles
Alexicles é um gênero de traça pertencente à família Arctiidae.